# Authentik
Authentik è il primo album del gruppo musicale hip hop francese Suprême NTM, pubblicato nel 1991.

## Tracce
1. Test des micros – 0:17
2. Authentik – 2:49 (musica: Dj's)
3. L'Argent pourrit les gens – 3:19 (musica: Dj's & DJ Spank)
4. De personne je ne serai la cible (Kool Shen) – 3:34 (musica: Fred Versailles)
5. Big Flap (Zeedya) – 0:30
6. Le pouvoir – 4:36 (musica: Dj's)
7. Freestyle (featuring Rockin' Squat, Mr 3 & Zeedya) – 2:56 (musica: Dj's)
8. Paix – 2:55 (musica: Fred Versailles)
9. Le monde de demain – 3:58 (musica: Dj's & Marvin Gaye)
10. Danse – 3:19 (musica: Dj's)
11. Quelle gratitude ? (Joey Starr featuring Jaeyez) – 2:59 (musica: DJ Spank)
12. Soul Soul (Kool Shen) – 4:12 (musica: Dj's)
13. C'est clair – 3:57 (musica: Dj's)
14. Blanc et noir – 3:31 (musica: Dj's)
15. Dédicace – 3:40 (musica: Dj's)